# 다단계 큐 스케줄링
다단계 큐 스케줄링(Multilevel Queue Scheduling)은 커널 내의 준비 큐를 여러 개의 큐로 분리하여 큐 사이에도 우선순위를 부여하는 스케줄링 알고리즘이다. 또한, 각각의 큐에 대해 다른 스케줄링 알고리즘을 적용하기도 한다.

## 다단계 피드백 큐 스케줄링
다단계 피드백 큐 스케줄링(Multilevel Feedback Queue Scheduling)은 다단계 큐 스케줄링에서 한 단계 발전된 방식으로, 1962년 페르난도 J. 코바토가 처음 개발했다. 다단계 큐 스케줄링에서는 프로세스가 하나의 큐에 영구적으로 할당되지만, 다단계 피드백 큐 스케줄링에서는 프로세스들이 큐를 갈아탈 수 있다. 그리고 작업들이 서로 다른 유형의 작업들로 분류될 경우 사용된다.

### 설계 방침
1. 짧은 작업에 우선권을 준다.
2. 입출력 관련 프로세스에 우선권을 준다.
3. 프로세서 사용량에 따라 프로세스를 분류한다.

## 같이 보기
- CPU 스케줄링
- 다른 CPU 스케줄링 기법
  - FCFS 스케줄링
  - SJF 스케줄링
  - RR 스케줄링